# Elio Petri
Elio Petri (Eraclio Petri művészneve; Róma, 1929. január 29. – Róma, 1982. november 10.) olasz filmrendező, forgatókönyvíró filmkritikus.
Az olasz filmművészet híres személyisége, polgári ihletésű és társadalmi jelentések szerzője volt, amelyekben az ember és a hatalom kapcsolatának témáját emelte ki. Kedvenc színésze Gian Maria Volonté  volt, aki a Mindenkinek a magáét (1967), Vizsgálat (1970), A munkásosztály a Paradicsomba megy (1971) és a Todo út (1976) című filmeket rendezte.

## Élete

### Gyermekkora és fiatalsága
Eraclio "Elio" Petri 1929. január 29-én született Rómában, a via dei Giubbonarin, kézműves családban: nagyapja és édesapja a rézfeldolgozók voltak. Anyja egy a rokonai által vezetett tejüzemben dolgozott. Velük együtt élt egyik nagyanyja, aki bizonyos befolyást gyakorolt az Elio által kapott elnyomó nevelésre. Emiatt is, gyerekkorában Elio, egyedüli gyermekként, szabadidejét az utcán töltötte. Tinédzserként elhatározta, hogy mélyen magáévá teszi a baloldal eszméit, csatlakozva az Olasz Kommunista Párt ifjúsági szövetségéhez  (az 1956-os magyar forradalom szovjet leverése után a pártból kilépett a „110-ek Kiáltványa ” aláírásával az aláírók között volt, akik visszavonultak, és kiléptek a szövetségből, Paolo Spriano történész, Lorenzo Vespignani festő, Carlo Aymonino építész, Mario Socrates író). Döntésüket a dokumentum sikeres terjesztésével indokolták, amely – tudomásuk szerint – inkább a belső vitához kellett hogy hozzájáruljon. Jó kapcsolatot ápolt édesapjával, akivel vasárnaponként gyakran járt úszni a Tiberisbe. Nyáron együtt mentek a tengerhez, Ostiába, ahol az egész napot töltötték.
Petri a Dacia Maraininak adott interjújában  kijelenti, hogy neveltetésében édesanyja hatással volt az érzelmi oldalra, míg apja társadalmi modellként szolgált, nagyanyja pedig erkölcsi szigora miatt volt rá fontos hatással.
Tizenöt évesen kezdődött az újságírás és a filmek iránti szenvedélye, ami arra késztette, hogy mozis körökhöz csatlakozzon, és írjon a filmes egyesületek értesítőibe. Ezt követően, 1949-ben, filmkritikusként kezdett írni a l'Unitàban, meg a Gioventù Nuovában.

### A kezdetek
Petri egy barátján keresztül találkozott Giuseppe De Santis rendezővel ("Az egyetlen mesterem a moziban Peppe volt"), aki interjúdosszié formájában megkérte egy nyomozás lefolytatására egy általa készített filmhez: Róma . 11 óra (1951).
Az Osteria Fratelli Menghi egyik látogatója volt, amely a festők, rendezők, forgatókönyvírók, írók és költők jól ismert találkozóhelye volt az 1940-es és 1970-es évek között. 1953 és 1960 között Petri különböző rendezők filmjeinek témájában és forgatókönyvében kezdett együttműködni: a már említett Giuseppe De Santis mellett Giuseppe Amato, Guido Brignone, Aglauco Casadio, Veljko Bulajić, Enzo Provenzani és Carlo Lizzani, Carlo Li Leopoldo Savona. Ugyanebben az évben szerezte első rendezési tapasztalatait, miközben két rövidfilmet készített: A bajnok születik (1954) és A hét paraszt (1957).
32 évesen forgatta első nagyjátékfilmjét, A bérgyilkost (1961), egy rendőrségi témájú pszichológiai elemzésből álló filmet, amely a cenzúrával kapcsolatos problémák ellenére kedvező fogadtatásban részesült. A film főszereplője Marcello Mastroianni volt, akivel G. De Santis Giorni d'amore című filmjének forgatása közben kötött barátságot. Első művében már jelen vannak filmjének alapvető témái: a neurózis és a hatalom.

### A megszámlált napoktól aCsendes vidéki helyig
1962-ben, miután Rómában feleségül vette Paola Pegorarót, megrendezte a Számolt napokat, egy olyan filmet, amely egy római stagnálás egzisztenciális válságát meséli el, és Salvo Randone nagyszerű színészi teljesítményét élvezte, egyetlen főszerepében filmen. Harmadik filmjében Alberto Sordival dolgozott az Il maestro di Vigevanóban (1963), amely Lucio Mastronardi azonos című könyve alapján készült.
1964-ben Giuliano Montaldóval és GiulioQuestivel együtt az erotikaiparról szóló dokumentumfilm elkészítésének szentelte magát Meztelenül élni címmel, amelyet valójában a kitalált rendező, Elio Montesti (a név a szerzők igazi nevéből adódik), úgymint Elio Petrié, Mont Montaldóé és esti Questié). Ezt követően, 1965-ben ismét Mastroiannival próbálta ki magát a Tizedik áldozat című tudományos-fantasztikus filmben, amelyet Robert Sheckley, a fantasztikus műfaj ismert amerikai szerzőjének története ihletett.
Ekkor a nagy producerekkel kapcsolatos nehézségek arra késztették, hogy elsőfilmes producerekkel dolgozzon, mint például a Leonardo Sciascia regényén alapuló (1967) filmben szereplő Gian Maria Volonté, Irene Papas és Gabriele Ferzetti főszereplésével. A filmben egyértelműen feltűnt a civil elkötelezettség a mozi (vagy politikai mozi) iránti hajlama, amely a hetvenes évek "neurózis-trilógiájában" fog teljes mértékben kifejeződni.
Ezután elkészítette az Egy csendes vidéki hely (1968) című filmet, amely a művész kortárs társadalomban betöltött szerepének allegóriája, S amelyet Oliver Onions La bella ascatrice című kisregénye ihletett, valamint a Documenti su Giuseppe Pinelli (1970) harcos film egy epizódját., a civil elkötelezettség mozijának egyedülálló és mesteri példája.

### ANeurózis-trilógia
Ugyanebben az évben (1970) Petri rendezte legismertebb filmjét, az úgynevezett neurózis-trilógia első fejezetét: A vizsgálat minden gyanú felett (amely a hatalom adta mindenhatóság érzését képviseli: a hatalom neurózisa). egy előléptetése állapotában lévő rendőrbiztos szerepében, aki megöli szeretőjét (Florinda Bolkan), de akit annak ellenére, hogy bűnösnek vallja magát, valójában nem büntetnek meg az apparátus hírnevének védelmével foglalkozó kollégái. A filmet nagyon jól fogadta a közönség, és a következő évben elnyerte a legjobb külföldi filmnek járó Oscar-díjat .
A Neurózis-trilógia másik két fejezete: A munkásosztály a Paradicsomba megy (1971), maró szatíra a gyári munkások életéről (munkaneurózis), amellyel 1972-ben (ex aequo Francesco Rosi Il caso Mattei című művével) ismét Volonté főszereplésével) nyerte el az Arany Pálmát Cannes-ban, a tulajdon követése pedig már nem lopás (1973), Ugo Tognazzival és Flavio Buccival mint főszereplőkkel, ami groteszk háttérelemzést jelent a tulajdonról és a pénzről (A pénz neurózisa).
Elio Petri két cameoszerepben is feltűnik filmjeiben: a Vizsgálatban röviden a politikai hivatalt vezető biztos beiktatási beszédén résztvevők között ülve; A Piszkos kezekben a dráma első részében egy párttalálkozó egyik résztvevőjének szerepében pillantható meg, ahol másokkal együtt az a szándéka, hogy lemenjen a lépcsőn és elköszönjön egy másik párttagtól.

### Toro modo
1976-ban Petri egy másik Sciascia-regényt, a Todo modót vitte filmre, az azonos című regény alapján, amely egy uralkodó osztály groteszk hanyatlását meséli el a kereszténydemokraták vezetőinek egy szállodában tartott találkozójának leírásában. remetelak lelkigyakorlatok gyakorlása céljából. A film Gian Maria Volontè, Marcello Mastroianni és Mariangela Melato interpretációit, valamint Ennio Morricone zenéjét használja fel.

### Legutolsó munkái
Két évvel később (1978) a Rai számára rendezte Jean-Paul Sartre színházi remekének, a Le mani sporchénak a televíziós adaptációját (három részben), Marcello Mastroiannival és Giovanni Visentinnel a főszerepekben.
A következő film, a Good news (1979), Giancarlo Gianninivel és Ángela Molinával, mára már gyógyíthatatlan pesszimizmussal és metafizikai hajlamokkal. 1980-ban (a Plautus Amphitryon  című, három évvel korábbi kudarcba fulladt kísérlet után) Petri debütált a színházi világban, az amerikai óra, Arthur Miller amerikai drámaíró művét rendezte meg; az európai premiert a genovai Teatro Duséban tartották, olyan fellépőkkel, mint Lino Capolicchio, Ferruccio De Ceresa, Claudio Gora, Camillo Milli, Eros Pagni, Marzia Ubaldi.
1982-ben Petri forgatni készült Mastroiannival , az Aki megvilágítja a nagy éjszakát című filmet, de rákban november 10-én, 53 éves korában elhunyt, anélkül, hogy elkezdhette volna forgatni a filmet. Róma északi részén, a Prima Porta temetőben van eltemetve, a sír mellett, ahol édesapja nyugszik.

## Filmográfia

### Rendezőként

#### Film
- A Champion is Born (1954) - rövidfilm
- A hét paraszt (1957) - kisfilm
- The Assassin (1961)
- Számozott napok (1962)
- Vigevano mestere (1963)
- High Infidelity (1964) – Bűn epizód délután
- Meztelenül élni (1964) – dokumentumfilm
- A tizedik áldozat (1965)
- Mindenkinek a sajátja (1967)
- Egy csendes vidéki hely (1968)
- Vizsgálat egy minden gyanú felett álló polgár ügyében (1970)
- Dokumentumok Giuseppe Pinelliről (1970) – epizód Három hipotézis Giuseppe Pinelli haláláról
- A munkásosztály a Paradkcsomba megy (1971)
- Az ingatlan már nem lopás (1973)
- Todo modo (1976)
- Jó hír (1979)

#### Televízió
- Piszkos kezek (1978) – TV-minisorozat

### Forgatókönyvíró

#### Mozi
- Anna Zaccheo férje, rendezte: Giuseppe De Santis (1953)
- Tiltott nők, rendezte: Giuseppe Amato (1954)
- A szerelem napjai, rendezte: Giuseppe De Santis (1954)
- Nasce un campione (1954) – rövidfilm
- Amikor lemegy a nap, rendezte: Guido Brignone (1955)
- Férfiak és farkasok, rendezte: Giuseppe De Santis (1957)
- Az egész éves út, rendezte: Giuseppe De Santis (1959)
- A macifiúk éjszakái, rendezte: Leopoldo Savona (1959)
- A vonat menetrend nélkül ( Vlak bez voznog reda ), rendezte: Veljko Bulajić (1959)
- Az alkalmazott, rendezte: Gianni Puccini (1960)
- Déli szél, rendezte: Enzo Provenzale (1960)
- La garçonnière, rendezte: Giuseppe De Santis (1960)
- The Assassin (1961)
- Számolt napok (1962)
- Szörnyetegek, rendezte: Dino Risi (1963)
- Vigevano mestere (1963)
- Alta infedeltà (1964) – Bűn epizód délután
- A tizedik áldozat (1965)
- Mindenkinek a sajátja (1967)
- Egy csendes vidéki hely (1968)
- Vizsgálat egy minden gyanú felett álló polgár ügyében (1970)
- Dokumentumok Giuseppe Pinelliről (1970) – epizód Három hipotézis Giuseppe Pinelli haláláról
- A munkásosztály a Paradicsomba megy (1971)
- Az ingatlan már nem lopás (1973)
- Todo modo (1976)
- Jó hír (1979)

#### Televízió
- Piszkos kezek (1978) – TV-minisorozat

### Producer
- Jó hír (1979)

### Vágó
- Meztelenül élni (1964) – dokumentumfilm

### Rendezőasszisztens
- Róma 11 óra, rendezte: Giuseppe De Santis (1952)
- Anna Zaccheo férje, rendezte: Giuseppe De Santis (1953)
- A szerelem napjai, rendezte: Giuseppe De Santis (1954)
- Az alkalmazott, rendezte: Gianni Puccini (1960)

## Publikációk
- Roma ore 11. Róma és Milánó: Sellerio Editore Palermo
- L'assassino. Milánó: Zibett
- Indagine su un cittadino al di sopra di ogni sospetto. Róma: Tindalo
- La proprietà non è più un furto. Milano: Bompiani
- Scritti di cinema e di vita. Róma: Bulzoni Editore
- Writings On Cinema & Life (angol nyelven). New York: Contra Mundum Press

## Elismerései
- Oscar-díj
  - 1971 – A legjobb külföldi film Vizsgálat egy minden gyanú felett álló polgár ügyében
  - 1972 – A legjobb eredeti forgatókönyv díjára jelölték  a „Vizsgálatért”
- Golden Globe
  - 1971 – A legjobb külföldi film jelölése: Nyomozás egy gyanún felüli állampolgár ellen
- David di Donatello
  - 1970 – A legjobb film az Egy gyanún felüli állampolgár nyomozásáért
  - 1972 – A legjobb film a The Working Class Goes to Heaven című filmhez
- Az Edgar-díjak
  - 1971 – A legjobb forgatókönyv az „Egy gyanún felüli állampolgár nyomozása” című filmhez
- Cannes-i Filmfesztivál
  - 1967 – Forgatókönyv-díj a Minden sajátjának
  - 1970 – Különleges zsűri nagydíj egy gyanún felüli állampolgár vizsgálatáért
  - 1972 – Arany Pálma : A munkásosztály a mennybe kerül
- Mar del Plata Fesztivál
  - 1962 – A legjobb film megszámlált napig
- Berlini Nemzetközi Filmfesztivál
  - 1969 – Ezüst Medve a legjobb film kategóriában az Egy csendes hely a vidéken című filmért
- Ezüst szalag
  - 1962 – A legjobb eredeti történet a Számozott napokhoz
  - 1968 – A legjobb filmrendező a To Each His Own című filmért
  - 1968 – A legjobb forgatókönyv a To Each His Own című filmhez
  - 1971 – A legjobb filmrendező az Egy gyanú feletti állampolgár nyomozásáért
  - 1971 – A legjobb eredeti történet a gyanú feletti állampolgár nyomozásáért

## Emlékezete
- 2005-ben neki szentelték az Elio Petri című dokumentumfilmet: Jegyzetek Federico Bacci, Nicola Guarneri és Stefano Leone szerzőjéhez, amelyet a Giornate degli Autoriban mutattak be a Velencei Filmfesztiválon ugyanabban az évben.
- 2019-ben, születésének kilencvenedik évfordulóján, a Porretta Terme Filmfesztivál keretében filmdíjat neveztek el Petriről a bolognai Appenninek kisvárosában, ahol a rendező 1971-ben világpremiert mutatott be a filmek társaságában. Gian Maria Volonté főszereplésével A munkásosztály a mennybe megy az akkori Szabad Nemzetközi Filmfesztiválon.[9] Az új kezdeményezés elindítása még ugyanebben az évben a Festa del Cinema di Roma kiadásában, Paola Petri jelenlétében tartott sajtótájékoztatón, amelyen a Walter Veltroni vezette, Steve- ből álló zsűri által kiválasztott döntős filmek kerültek. Della Casa, David Grieco, Giacomo Manzoli, Giuliano Montaldo, Alfredo Rossi és Paola Petri.[10][11]

## Fordítás
- Ez a szócikk részben vagy egészben  az   Elio Petri című olasz Wikipédia-szócikk ezen változatának fordításán alapul.  Az eredeti cikk szerkesztőit annak laptörténete sorolja fel. Ez a jelzés csupán a megfogalmazás eredetét és a szerzői jogokat jelzi, nem szolgál a cikkben szereplő információk forrásmegjelöléseként.

## Bibliográfia
- Elio Petri. Indagine su un cittadino al di sopra di ogni sospetto. Lindau
- Elio Petri, impolitico. La decima vittima (1965). ETS
- L'ultima trovata - Trent'anni di cinema senza Elio Petri. Bologna: Pendragon
- Elio Petri, uomo di cinema - Impegno, spettacolo, industria culturale. Bonanno Editore
- Elio Petri, Il Castoro Cinema. Firenze: La Nuova Italia
- Elio Petri e il cinema politico italiano. Mimesis
- Parla il cinema italiano. Milano: Il Formichiere
- Natale Luzzagni, Parola solenne. Dialoghi e visioni nel cinema di Elio Petri, Padova, Venilia Editrice, 2021.